# Massacro di Charleston
Il massacro di Charleston è stata una sparatoria avvenuta il 17 giugno 2015 presso la Emanuel African Methodist Episcopal Church, una chiesa gospel di Charleston, nella Carolina del Sud, nel quale Dylann Roof, di 21 anni, aprì il fuoco all'interno della chiesa, causando la morte di 9 persone e il ferimento di una. Dopo essere stato catturato, Roof dichiarò in seguito che aveva compiuto il gesto allo scopo di scatenare una guerra razziale.

## Contesto storico
La chiesa episcopale Emanuel African Methodist Episcopal Church ebbe un ruolo fondamentale nella storia della Carolina del Sud, soprattutto nell'epoca della schiavitù, dove è stata vista protagonista anche ai raduni dei movimenti per i diritti civili. Venne fondata nel 1816 ed è considerata ad oggi la più antica chiesa per afroamericani in tutta la storia degli Stati Uniti.
Quando nel 1822, uno dei co-fondatori della chiesa, Denmark Vesey, era sospettato nella pianificazione di una rivolta di schiavi, 35 persone, tra cui lo stesso Vesey, vennero impiccate e la chiesa venne data alle fiamme. I cittadini di Charleston accettarono la richiesta di una manifestazione contro la schiavitù, che sarebbe iniziata allo scoccare della mezzanotte del 16 giugno 1822 e sarebbe proseguita il giorno seguente. La chiesa venne fatta ristrutturare subito dopo l'incendio, ma venne nuovamente danneggiata da un terremoto che colpì la città nel 1886.

## L'inizio della sparatoria

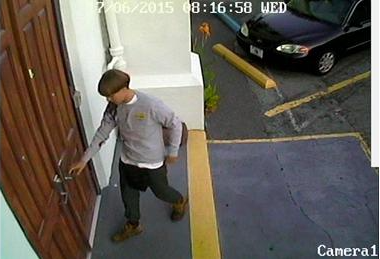
Frame estrapolato da un filmato di una videocamera di sorveglianza che riprende Dylann Roof mentre entra da una porta laterale della chiesa

Il 17 giugno 2015, circa alle 21:05, Dylann Roof, suprematista bianco di 21 anni, si introdusse all'interno della chiesa e si sedette vicino al reverendo Clementa Pinckney (considerato uno dei simboli della cosiddetta veglia per Walter Scott, un ragazzo afroamericano disarmato ucciso da un poliziotto bianco il 4 aprile dello stesso anno, suscitando dure proteste contro la polizia), e, insieme a lui e agli altri, si inginocchiò e si mise a pregare.
Ad un certo punto, Roof si alzò ed estrasse una pistola dal suo marsupio per poi iniziare a sparare. Stando a quanto riferito dai sopravvissuti al massacro, l'assassino, durante la sparatoria, aveva detto alle vittime: Devo farlo. Voi stuprate le nostre donne e state prendendo il sopravvento nel nostro Paese e dovete sparire e riprese a fare fuoco urlando epiteti razziali. Tra le vittime ci fu anche il reverendo Pinckney.
Dot Scott, presidente della sezione locale della NAACP, riferì anche che l'omicida aveva deciso di lasciare in vita qualche persona, in modo che uno di loro potesse raccontare l'accaduto. Inoltre, secondo quanto visto dal figlio di una delle vittime, Roof avrebbe puntato la canna della pistola alla sua tempia e premette il grilletto, ma solo allora scoprì che l'arma era priva di munizioni.
Alle 10:44 del 18 giugno, Roof fu catturato senza feriti, e preso in custodia come responsabile dell’attacco avvenuto il giorno precedente, dopo 14 ore di fuga.

## Le vittime
Le vittime della sparatoria furono 9, sei donne e tre uomini, ed erano tutte afroamericane. Di seguito, la lista dei nomi delle vittime:
- Cynthia Marie Graham Hurd (54)
- Susie Jackson (87)
- Ethel Lee Lance (70)
- Depayne Middleton-Doctor (49)
- Clementa C. Pinckney (41)
- Tywanza Sanders (26)
- Daniel Simmons (74)
- Sharonda Coleman-Singleton (45)
- Myra Thompson (59)

## Reazioni

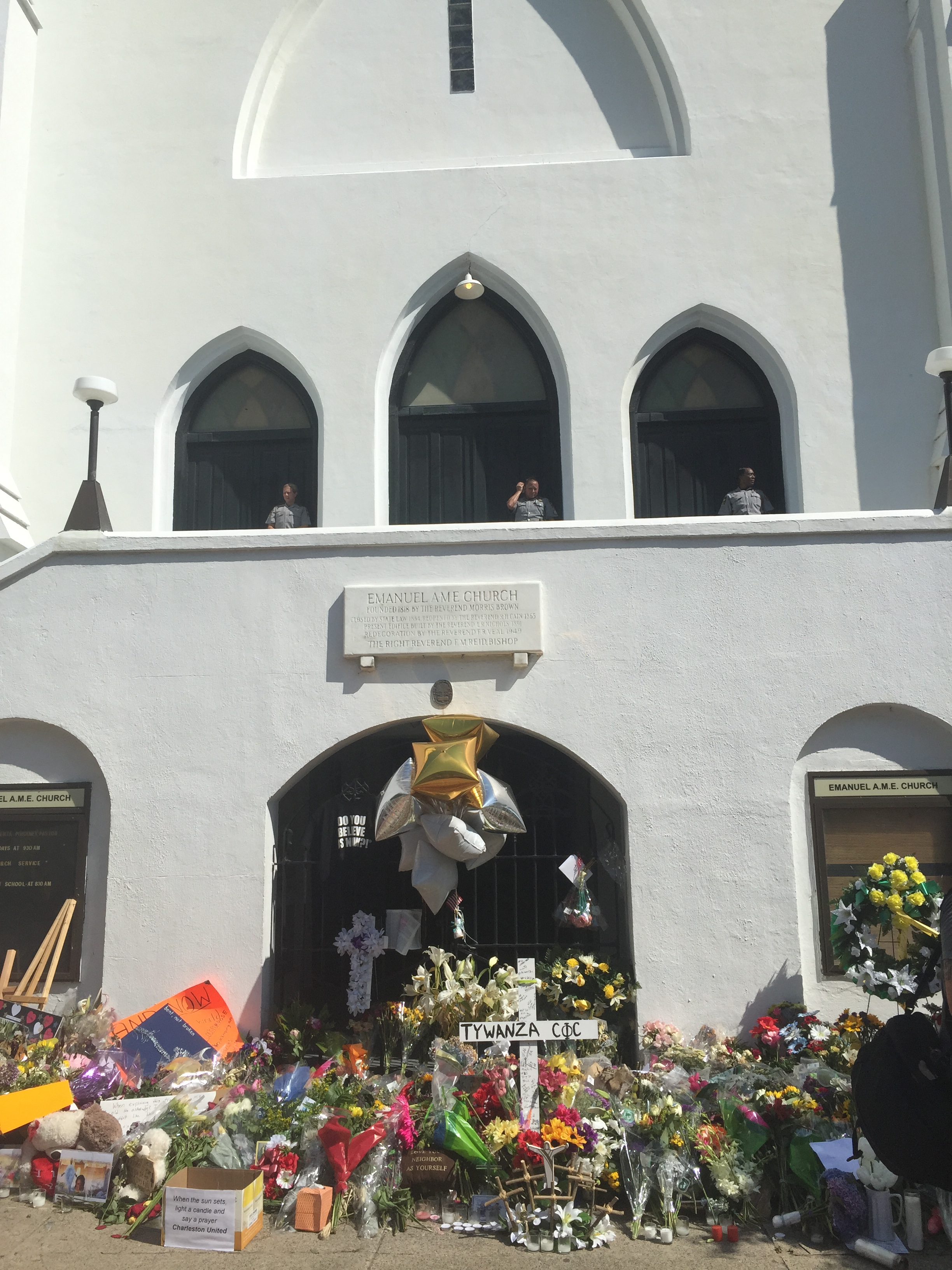
Fiori lasciati davanti l'entrata della chiesa quattro giorni dopo la sparatoria

Il sindaco di Charleston, Joseph P. Riley, Jr., ha espresso il suo cordoglio ai parenti delle vittime e in un comunicato stampa rilascia questa dichiarazione: Di tutte le città, a Charleston, una persona tanto odiosa quanto orribile che va in chiesa e uccide delle persone è qualcosa che, al di là di ogni comprensione, non si può spiegare.
Il presidente degli Stati Uniti, Barack Obama, ha espresso dolore, rabbia e tristezza per questa ennesima tragedia senza senso. Più tardi, a Washington, Obama e sua moglie Michelle dichiarano di aver porto le proprie condoglianze ai familiari delle vittime.
Giornalisti ed esperti hanno definito il massacro un atto di terrorismo, dato il movente politico razzista. Il Dipartimento di Giustizia americano ha accusato Dylann Roof di omicidio e crimini d'odio, ma non di terrorismo, pur affermando di considerare i crimini d'odio come "il terrorismo interno originario".